# Distretto di Datong (Anhui)
Il distretto di Datong (大通区S, DàtōngP) è un distretto della Cina, situato nella provincia dell'Anhui.